# 齿腕拟盲蟹
齿腕拟盲蟹（学名：Typhlocarcinops denticarpes）为长脚蟹科拟盲蟹属的动物。在中国大陆，分布于广东等地，主要栖息于海水。该物种的模式产地在广东汕尾。